# Goldene Brücke (Redewendung)
Eine goldene Brücke ist Bestandteil der Redewendung jemandem eine goldene Brücke bauen.
Demjenigen, dem die goldene Brücke gebaut wird, soll die Möglichkeit geboten werden, sich zurückzuziehen, ohne sein Gesicht zu verlieren. Damit wird ihm die Entscheidung, den Rückzug anzutreten, erleichtert und sein Schaden minimiert.

## Herkunft
Nach dem Duden, Band 11, Redewendungen, geht der Begriff auf eine alte Kriegsregel zurück, nach der man den flüchtenden Feind nicht bekämpfte und ihm zur Not sogar Brücken zum Rückzug baute. Allerdings ist auch in der Kriegskunst die goldene Brücke nicht etwa der Ritterlichkeit, sondern der Strategie geschuldet: Man lässt den geschlagenen Feind ziehen, damit er dem Sieger nicht noch eine Verzweiflungsschlacht liefert.

## Moderner Sprachgebrauch
Im modernen Sprachgebrauch ist die goldene Brücke manchmal auch ein Euphemismus für Bestechung; beispielsweise wenn im politischen oder Wirtschaftsleben einem aktiven Querkopf ein höher dotiertes passives Amt angeboten wird. Mit einem goldenen Handschlag, einer hohen Abfindung, wird einem Beschäftigten eine goldene Brücke in den Ruhestand oder die neue Arbeitssuche gebaut.

## Strafrechtliche Bedeutung
Im deutschen Strafrecht wird die Redewendung der goldenen Brücke als eine mögliche Begründung dafür herangezogen, dass der Rücktritt vom Versuch einer Straftat als persönlicher Strafaufhebungsgrund wirkt. Dem Täter solle durch die Rücktrittsvorschriften (§ 24 StGB) eine „goldene Brücke zum Rückzug“ gebaut werden, die ihn dazu motiviere, die Tat nicht zu vollenden (in diesem Zusammenhang als „kriminalpolitische Theorie“ bezeichnet).